# Seipijärvi
Seipijärvi är en sjö i Finland. Den ligger i kommunen Puolango i landskapet Kajanaland, i den centrala delen av landet, 500 km norr om huvudstaden Helsingfors. Seipijärvi ligger 194 meter över havet. Den är 5,5 meter djup. Arean är 33,8 hektar och strandlinjen är 3,35 kilometer lång. Sjön  ingår i Ijo älvs huvudavrinningsområde. 